# Francesc Esteve i Botey
Francesc Esteve Botey (Sant Martí de Provençals, Barcelona 1884 - Madrid, 4 de juliol de 1955) fou un pintor i aiguafortista català.
Va fer els estudis a Madrid. Graduant-se de batxiller al mateix temps que acudia a l'Escola Central d'Arts i Oficis per rebre ensenyances de dibuix, en les que aconseguí els premis ordinaris i extraordinaris corresponents i amb ells l'estímul necessari per ingressar en l'Escola Especial de Pintura, Escultura i Gravat i de la institució obrera d'ensenyança Foment de les Arts, de Madrid.
També va pertànyer al professorat de l'Escola Central d'Arts i Oficis, havent estat premiada la seva activitat docent amb diverses recompenses. Tercera medalla en l'Exposició Nacional de Belles Arts de 1908; una altra tercera en la de 1910; segona en la de 1915 i primera en la de 1920; medalla d'or en l'Exposició de Belles Arts de Panamà celebrada el 1916.
Pensionat per l'Estat, va residir a París, havent viatjat per França, Bèlgica i Anglaterra, i la seva activa i entusiasta gestió es deu la repatriació de la famosa col·lecció d'aiguaforts de Goya, La Tauromaquia (que avui posseeix el Circulo de Bellas Artes de Madrid).
Va concórrer, entres d'altres, a les Exposicions artístiques celebrades a Buenos Aires, Aix-les-Bains, Brussel·les, Múnic, Brighton, Londres, i Panamà, així com les de Madrid, Barcelona, Bilbao, Màlaga, Cadis, etc.
Va figurar com a jurat de concursos, exposicions i oposicions, i en el primer Congrés Nacional de Belles Arts celebrat a Madrid per iniciativa de l'Associació de Pintors i Escultors, ocupà una presidència. Té publicades conferències, discursos i memòries. Va col·laborar amb originals literaris i artístics en importants revistes i publicacions d'art.
Va escriure el llibre titulat Grabado (compendi de la seva història i tractat dels procediments a seguir en aquesta manifestació artística).

## Obres
- Soledad
- Venècia
- Pais nevado* Puerto de Barcelona
- Zoco de Benibuifrur
- La mantilla
- Anacoreta
- ¡Pobre hijo mio!
- etc. i de
- Retrato de la reina Maria de Inglaterra (reproducció de Moro)
- Inocencio X (reproducció de Velázquez)
- General Palafox (reproducció de Goya)
- Ecce-Homo (reproducció de Ribera)
- Cristo Crucificado (reproducció de Velázquez), aiguafort de dibuix exquisit
- Floristes valencianes (reproducció) de
- Pinar (reproducció)
- Cementerio de San Marín (reproducció)
- Retrato de mi hijo, quadre de fàcil colorit i correcta dibuix (reproducció)
- Barcas en el port, reproducció en tríptic d'aiguaforts (primera medalla en l'Exposició Nacional de 1920
- Notre Dame de París (reproducció)
- Dia de hinvierno (reproducció de premi únic de Belles Arts)
- Ruïnes de Sant-Jean de Vignes (reproducció de Soissons)
- El bebedor, (reproducció en aquarel·la)